# Костон, Эрик
Эрик Костон (англ. Eric Koston, род. 29 апреля 1975) — американский профессиональный скейтбордист, победитель ряда престижных соревнований.

## Биография
Родился в 1975 году в Бангкоке. Спустя 8 месяцев после рождения его семья переехала на постоянное место жительства в Калифорнию. Заниматься скейтбордингом начал в одиннадцатилетнем возрасте, когда старший брат подарил ему старый скейт. В 14 лет Костон свёл знакомство со скейтбордистом Эдди Эльгэрой, благодаря которому смог заключить спонсорский контракт с компанией H-Street. После этого он перебрался в Сан-Диего, где смог уже заниматься скейтбордингом на более высоком уровне. В 1992 году Костон переехал в Лос-Анджелес, где Натас Каупас взял его в собственную команду «101 Skateboards». Тогда же Костон начал обретать известность, благодаря оттачиванию ряда технических трюков. В частности, он выполнял нолли флип с носовым скольжением доски. Также Костону приписывается популяризация трюка K-grind, похожего на обычный ноузграйнд (англ. nosegrind), однако при котором tail находится под наклоном к выступу, из-за чего нос также скользит по нему.
Костон работал с такими спортивными брендами, как éS и Lakai. В настоящее время он сотрудничает с Nike SB — торговой маркой спортивной одежды и аксессуаров для скейтбордистов. Также совместно с Гаем Мариано он является основателем и владельцем фирмы Fourstar Clothing, специализирующейся на товарах для скейтбордистов. С 2008 года Костон совместно со Стивом Беррой работает в компании The Berrics, выступая владельцем скейт-парка, а также одноимённого веб-сайта для обмена фотографиями и видео любителями скейтборда.
Эрик Костон выступает в качестве играбельного персонажа в серии компьютерных игр Tony Hawk, а также в Skate 2 и Skate 3.

## Результаты выступлений
Первое место:
- PSL 1995: Street
- Tampa 1996: Pro
- Gravity Games 2000: Street
- Gravity Games 2001: Street
- Slam City Jam 2001: Street
- Gravity Games 2002: Street
- Tampa 2002: Pro
- X Games 2002: Street
- X Games 2003: Street, Global Championship
- Gravity Games 2003
- X Games 2004: Street
- Tampa 2007: Pro